# Copa Presidente de la Nación (Argentina)
La Copa Presidente de la Nación, también llamado Campeonato Argentino o Copa Presidente, fue un certamen oficial creado por la Asociación Amateurs de Football, entidad disidente de la oficial Asociación Argentina de Football, en 1920. Organizado luego por la Asociación del Fútbol Argentino y sus predecesoras, se disputó hasta la temporada 1988-89. Fue un torneo interligas, del que participaban las selecciones de las ligas regionales dependientes del Consejo Federal y, hasta 1942, equipos representativos de la entidad organizadora, en algunas temporadas uno de Capital Federal y otro de la provincia de Buenos Aires.
El campeón del torneo se hacía acreedor de la Copa Presidente de la Nación Argentina, donada por Hipólito Yrigoyen. A partir de 1925, el subcampeón obtenía la Copa Intendente Municipal de la Ciudad de Buenos Aires, y desde 1929 fueron agregadas la Copa Comité Olímpico Argentino, para el tercero, y la Copa Dr. Adrián Beccar Varela, para el mejor equipo del interior.
Entre 1942 y 1958, el campeón de este torneo disputó la Copa Ibarguren con el campeón de la Primera División.
En la edición 1956-57 el campeón se clasificó para disputar la Copa Bottaro, frente a su similar del Campeonato de Selecciones del Interior de Uruguay.
Hacia mediados de la década de 1970 el certamen fue perdiendo paulatinamente interés por la inclusión de los equipos indirectamente afiliados en los campeonatos oficiales, primero a través del Campeonato Nacional de Primera División, en 1967, y luego con la inclusión en los torneos regulares, por medio de un sistema de ascensos y descensos, a través de la creación del Nacional B, en 1986. La última temporada fue la 1988-89 y luego el torneo se disputó solo para divisiones juveniles.

## Sistema de disputa
Se organizaba con un sistema piramidal que comenzaba entre equipos con cercanías geográficas en un sistema de eliminación directa, para determinar los ganadores de cada región. La parte final del torneo solía jugarse en una sede única. Hasta 1942 dicha sede fue Buenos Aires, y a los ganadores de las distintas regiones se le sumaban las selecciones de AFA.

## Ediciones disputadas
| Edición | Campeón (Copa Presidente)                             | Subcampeón (Copa Intendente)               | Tercero (Copa Comité Olímpico)                                 | Mejor del interior (Copa Beccar Varela)             | Sede de la fase final               | Referencias          |
| ------- | ----------------------------------------------------- | ------------------------------------------ | -------------------------------------------------------------- | --------------------------------------------------- | ----------------------------------- | -------------------- |
| 1920    | Asociación Amateurs de Football                       | Asociación Amateurs Rosarina de Football   | -                                                              | -                                                   | Buenos Aires                        | [ 6 ]                |
| 1921    | Asociación Amateurs de Football                       | Asociación Amateurs Rosarina de Football   | -                                                              | -                                                   | Buenos Aires                        | [ 6 ]                |
| 1922    | Asociación Amateurs de Football (Capital)             | Liga Cordobesa de Football                 | -                                                              | -                                                   | Buenos Aires                        | [ 6 ]                |
| 1923    | Asociación Amateurs de Football                       | Liga Mendocina de Football                 | -                                                              | -                                                   | Buenos Aires                        | [ 6 ]                |
| 1924    | Asociación Amateurs de Football (Provincia)           | Liga Santafesina de Football               | -                                                              | -                                                   | Buenos Aires                        | [ 6 ]                |
| 1925    | Asociación Amateurs de Football (Capital)             | Liga Santafesina de Football               | -                                                              | -                                                   | Buenos Aires                        | [ 6 ]                |
| 1926    | Asociación Amateurs de Football (Provincia)           | Federación Tucumana de Football            | -                                                              | -                                                   | Buenos Aires                        | [ 6 ]                |
| 1927    | Asociación Amateurs Argentina de Football (Provincia) | Liga Mendocina de Football                 | Liga Rosarina de Football y Federación Santafesina de Football | -                                                   | Buenos Aires                        | [ 6 ]                |
| 1928    | Liga Cultural de Football (Santiago del Estero)       | Federación Paranaense de Football          | -                                                              | -                                                   | Buenos Aires                        | [ 6 ] [ 7 ]          |
| 1929    | Liga Rosarina de Football (Rosario)                   | Federación Tucumana de Football            | Liga Cultural de Football (Santiago del Estero)                | Liga Rosarina de Football (Rosario)                 | Buenos Aires                        | [ 6 ]                |
| 1930    | Asociación Amateurs Argentina de Football (Provincia) | Asociación de Football del Oeste (Bragado) | Liga Cultural de Football (Santiago del Estero)                | Asociación de Football del Oeste (Bragado)          | Buenos Aires                        | [ 6 ]                |
| 1931    | Federación Deportiva Regional (Bolívar)               | Liga Sanjuanina de Football                | Liga del Sud (Bahía Blanca)                                    | Federación Deportiva Regional (Bolívar)             | Buenos Aires                        | [ 6 ] [ 8 ]          |
| 1932-35 | Asociación del Football Argentino (Capital)           | Asociación Rosarina de Football            | -                                                              | Asociación Rosarina de Football                     | Buenos Aires                        | [ 9 ] [ 6 ]          |
| 1936-37 | Asociación del Football Argentino (Provincia)         | Liga Santafesina de Football               | -                                                              | Liga Santafesina de Football                        | Buenos Aires                        | [ 10 ] [ 6 ]         |
| 1938    | Abandonado por problemas económicos                   | Abandonado por problemas económicos        | Abandonado por problemas económicos                            | Abandonado por problemas económicos                 | Abandonado por problemas económicos | [ 11 ]               |
| 1940    | Asociación del Fútbol Argentino (Capital)             | Liga Santafesina de Football               | Liga Mendocina de Football                                     | Liga Santafesina de Football                        | Buenos Aires                        | [ 6 ]                |
| 1942    | Liga Cordobesa de Fútbol (Córdoba)                    | Liga Santafesina de Fútbol                 | Liga Amateur Platense de Fútbol (La Plata)                     | Liga Cordobesa de Fútbol (Córdoba)                  | Buenos Aires                        | [ 6 ]                |
| 1944    | Federación Tucumana y Asociación Cultural (Tucumán)   | Liga Sanjuanina de Fútbol                  | Liga Regional Amateur de Fútbol (Concordia)                    | Federación Tucumana y Asociación Cultural (Tucumán) | Tucumán                             | [ 6 ]                |
| 1946    | Federación Tucumana y Asociación Cultural (Tucumán)   | Asociación Cordobesa de Fútbol             | Liga Paranaense de Fútbol                                      | Federación Tucumana (Tucumán)                       | Paraná                              | [ 12 ]               |
| 1948-49 | Federación Tucumana (Tucumán)                         | Liga Mendocina de Fútbol                   | Liga Paranaense de Fútbol                                      | Federación Tucumana (Tucumán)                       | Buenos Aires                        | [ 13 ] [ 14 ] [ 15 ] |
| 1950    | Liga Mendocina de Fútbol (Mendoza)                    | Liga Cordobesa de Fútbol                   | Liga Rosarina de Fútbol                                        | Liga Mendocina de Fútbol (Mendoza)                  | Mendoza                             | [ 16 ] [ 17 ]        |
| 1952    | Liga Cultural (Santiago del Estero)                   | Liga de Fútbol de Pergamino                | Liga Cordobesa de Fútbol                                       | Liga Cultural (Santiago del Estero)                 | Córdoba                             | [ 18 ]               |
| 1954    | Federación Tucumana (Tucumán)                         | Liga Paranaense de Fútbol                  | Liga Sanjuanina de Fútbol                                      | Federación Tucumana (Tucumán)                       | Tucumán                             | [ 19 ]               |
| 1956-57 | Liga Sanjuanina de Fútbol (San Juan)                  | Liga Mendocina de Fútbol                   | Liga Paranaense de Fútbol                                      | Liga Sanjuanina de Fútbol                           | Buenos Aires                        | [ 20 ] [ 21 ]        |
| 1958    | Liga Cordobesa (Córdoba)                              | Liga Mendocina de Fútbol                   | Liga Tucumana de Fútbol                                        | Liga Cordobesa (Córdoba)                            | San Juan y Mendoza                  | [ 22 ]               |
| 1960    | Federación Tucumana (Tucumán)                         | Liga Mendocina                             | Liga Salteña de Fútbol                                         | Federación Tucumana (Tucumán)                       | Tucumán                             | [ 23 ] [ 24 ]        |
| 1961    | Liga del Sur (Bahía Blanca)                           | Liga Mendocina                             | Liga Santiagueña de Fútbol                                     | Liga del Sur (Bahía Blanca)                         | Bahía Blanca                        | [ 25 ] [ 26 ] [ 27 ] |
| 1962    | Liga Cordobesa (Córdoba)                              | Liga Salteña de Fútbol                     | Liga Mendocina de Fútbol                                       | Liga Cordobesa (Córdoba)                            | Córdoba                             | [ 28 ]               |
| 1963    | Federación Tucumana (Tucumán)                         |                                            |                                                                |                                                     |                                     |                      |
| 1964    | Liga Sanjuanina de Fútbol (San Juan)                  | Liga Marplatense de Fútbol                 | Liga Salteña de Fútbol                                         | Liga Sanjuanina de Fútbol (San Juan)                | Mar del Plata                       | [ 29 ]               |
| 1966    | Liga Sanjuanina de Fútbol (San Juan)                  | Liga Tucumana de Fútbol                    | Liga Mendocina de Fútbol                                       | Liga Sanjuanina de Fútbol (San Juan)                | Mendoza                             | [ 30 ]               |
| 1968    | Liga Chaqueña de Fútbol (Resistencia)                 | Liga Mendocina de Fútbol                   | Liga Santafecina de Fútbol                                     | Liga Chaqueña de Fútbol (Resistencia)               | Mendoza                             | [ 31 ] [ 32 ]        |
| 1970    | Liga Marplatense de Fútbol (Mar del Plata)            | Liga Mendocina de Fútbol                   | Liga Cordobesa de Fútbol                                       | Liga Marplatense de Fútbol (Mar del Plata)          | Mar del Plata                       | [ 33 ]               |
| 1973    | Liga Regional de Fútbol de Río Cuarto (Río Cuarto)    | Liga Tandilense de Fútbol                  | Liga Riojana de Fútbol                                         | Liga Regional de Fútbol de Río Cuarto (Río Cuarto)  | Río Cuarto                          | [ 34 ] [ 35 ] [ 36 ] |
| 1975-76 | Liga Tucumana de Fútbol (Tucumán)                     | Liga Tandilense de Fútbol                  | Liga Paranaense de Fútbol                                      | Liga Tucumana de Fútbol (Tucumán)                   | Tandil                              | [ 37 ] [ 38 ]        |
| 1977-78 | Liga Sanjuanina de Fútbol (San Juan)                  | Liga Tandilense de Fútbol                  | Liga Formoseña de Fútbol                                       | Liga Sanjuanina de Fútbol (San Juan)                | San Juan                            |                      |
| 1979-80 | Liga Cordobesa (Córdoba)                              | Liga Formoseña de Fútbol                   | Liga Neuquina de Fútbol                                        | Liga Cordobesa (Córdoba)                            | Neuquén                             | [ 39 ] [ 40 ]        |
| 1982    | Liga de Fútbol de Olavarría (Olavarría)               | Liga de Fútbol de Concepción del Uruguay   | Liga Tucumana de Fútbol                                        | Liga de Fútbol de Olavarría (Olavarría)             |                                     | [ 41 ]               |
| 1984    | Liga Tucumana de Fútbol (Tucumán)                     | Liga de Fútbol de Olavarría                | Liga de Fútbol de Concepción del Uruguay                       | Liga Tucumana de Fútbol (Tucumán)                   |                                     | [ 42 ]               |
| 1986-87 | Asociación Rosarina de Fútbol (Rosario)               | Liga Tucumana de Fútbol (Tucumán)          | Liga Cultural de Fútbol (La Pampa)                             | Asociación Rosarina de Fútbol (Rosario)             |                                     | [ 43 ]               |
| 1988-89 | Asociación Rosarina de Fútbol (Rosario)               | Liga Deportiva Confluencia                 | Liga Tucumana de Fútbol                                        | Asociación Rosarina de Fútbol (Rosario)             |                                     | [ 44 ]               |

## Palmarés

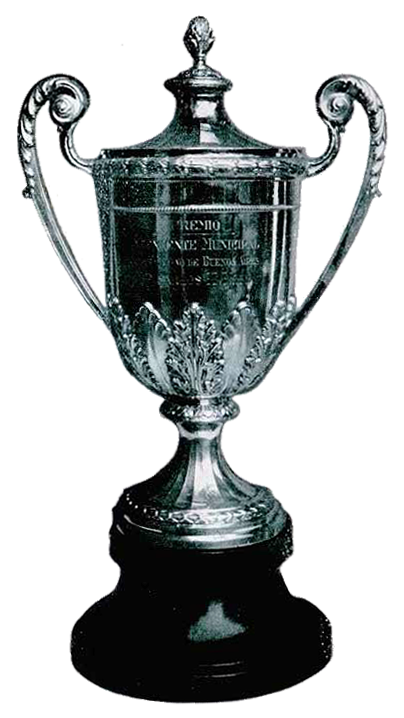
Copa Intendente Municipal Ciudad de Buenos Aires, entregada al subcampeón.

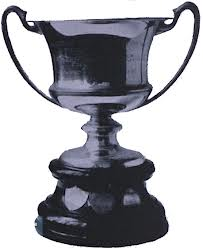
Copa Béccar Varela, instituida en 1929 para el mejor equipo del interior. Luego de 1944 cuando no participaron más los equipos de AFA, la copa correspondía al campeón.

| Equipo              | Títulos |
| ------------------- | ------- |
| Tucumán             | 8       |
| AFA - Provincia     | 5       |
| AFA - Capital       | 4       |
| Córdoba             | 4       |
| San Juan            | 4       |
| AFA                 | 3       |
| Rosario             | 3       |
| Santiago del Estero | 2       |
| Bolívar             | 1       |
| Mar del Plata       | 1       |
| Bahía Blanca        | 1       |
| Mendoza             | 1       |
| Olavarría           | 1       |
| Resistencia         | 1       |
| Río Cuarto          | 1       |